# 4364 Shkodrov
Shkodrov (asteróide 4364) é um asteróide da cintura principal, a 2,00767 UA. Possui uma excentricidade de 0,1377426 e um período orbital de 1 297,71 dias (3,55 anos).
Shkodrov tem uma velocidade orbital média de 19,5193357 km/s e uma inclinação de 1,73731º.
Este asteróide foi descoberto em 7 de Novembro de 1978 por Eleanor Helin, Schelte J. Bus.